# 8:30 (album)
8:30 är Weather Reports nionde album i ordningen, utgivet 1979 av Columbia Records. Skivan spelades in under en världsturné mellan januari och februari 1979. Bland låtarna finns en version av Zawinuls "In a Silent Way" (som först spelades in på In a Silent Way av Miles Davis) och "Birdland", bandets signaturlåt. 
Skivan gavs från början ut som en dubbel-LP med en total tid på 80 minuter. Det var för långt för en CD och för kort för en dubbel-CD. Låten "Scarlet Woman" från originalutgåvan togs då bort för att passa CD-formatet när den gavs ut 1994.
Albumets namn kommer av bandets vana att börja sina konserter klockan halv nio.

## Låtlista
Alla låtar är skrivna av Joe Zawinul om inget annat anges.
1. "Black Market" – 9:46
2. "Teen Town" (Jaco Pastorius) – 6:04
3. "A Remark You Made" – 8:02
4. "Slang" (Jaco Pastorius) – 4:45
  - Jaco Pastorius — bas
5. "In a Silent Way" – 2:52
  - Joe Zawinul — Prophet V
  -  Wayne Shorter — tenorsaxofon
6. "Birdland" – 6:58
7. "Thanks for the Memory" (Leo Robin, Ralph Rainger) – 3:34
  - Wayne Shorter — tenorsaxofon
8. "Badia/Boogie Woogie Waltz Medley" – 9:29
9. "8:30" – 2:37
  - Joe Zawinul — keyboards, Quadra bass, Korg vocorder
  -  Jaco Pastorius — trummor
10. "Brown Street" (Joe Zawinul, Wayne Shorter) – 8:34
  - Joe Zawinul — keyboards, Quadra bass
  -  Erich Zawinul — percussion
11. "The Orphan" – 3:17
  - Joe Zawinul — keyboards
  -  West Los Angeles Christian Academy Children's Choir
12. "Sightseeing" (Wayne Shorter) – 5:36
  - Joe Zawinul — keyboards
  -  Peter Erskine — trummor

## Medverkande
- Joe Zawinul — Prophet V, keyboards, Quadra bass, Korg vocorder
- Wayne Shorter — sopran- & tenorsaxofon
- Jaco Pastorius — trummor, bas
- Erich Zawinul — percussion
- Peter Erskine — trummor, percussion
- West Los Angeles Christian Academy Children's Choir